# Русско-Найманское сельское поселение
Русско-Найманское се́льское поселе́ние — упразднённое муниципальное образование в Большеберезниковском районе Мордовии Российской Федерации.
Административный центр — село Русские Найманы.

## История
Статус и границы сельского поселения установлены Законом Республики Мордовия от 1 декабря 2004 года № 95-З «Об установлении границ муниципальных образований Большеберезниковского муниципального района, Большеберезниковского муниципального района и наделении их статусом сельского поселения и муниципального района».
Упразднено в 2019 году с включением всех населённых пунктов в Большеберезниковское сельское поселение.

## Население
| 2002 | 2010 | 2012 | 2013 | 2014 | 2015 | 2016 |
| ---- | ---- | ---- | ---- | ---- | ---- | ---- |
| 854  | ↘733 | ↘706 | ↘691 | ↘660 | ↘632 | ↘619 |
| 2017 | 2018 | 2019 |      |      |      |      |
| ↘604 | ↘590 | ↘575 |      |      |      |      |

## Состав сельского поселения
| № | Населённый пункт | Тип населённого пункта | Население |
| - | ---------------- | ---------------------- | --------- |
| 1 | Александровка    | посёлок                | ↘16       |
| 2 | Русские Найманы  | село                   | ↘717      |